# Рядовой Александр Матросов
«Рядовой Александр Матросов» — художественный героико-патриотический военный фильм режиссёра Леонида Лукова снятый в 1947 году по сценарию Георгия Мдивани на киностудии «Союздетфильм» (перемонтирован на киностудии имени Горького).

## Сюжет
Фильм рассказывает о короткой, но славной жизни рядового 254-го гвардейского стрелкового полка Александра Матросова. Следуя патриотическому порыву, он добровольцем ушёл на фронт, был ранен в первом бою.
После выздоровления продолжил службу. Был назначен исполняющим обязанности командира отделения и в ответственный момент боя закрыл своим телом амбразуру вражеского дзота, давая возможность своим товарищам атаковать укреплённые позиции врага.
За свой подвиг Александр Матросов был удостоен звания Героя Советского Союза посмертно. Имя Матросова было присвоено его полку, а сам он навечно зачислен в списки 1-й роты этой части.

## В ролях
- Анатолий Игнатьев —  рядовой Александр Матросов
- Пётр Константинов — Иван Константинович Чумаков
- Константин Сорокин — Миша Скворцов
- Шамси Киямов — Хадын Абдурахманов
- Лаврентий Масоха — Вася Петров
- Владимир Балашов — Костя Ильин
- Олег Жаков — капитан Щербина
- Михаил Кузнецов — капитан Колосов
- Анатолий Нелидов — Николай Гаврилович
- Фаина Раневская — военврач
- Ксения Денисова — тётя Паша
- Людмила Ершова — Маша Замкова
- Алексей Дикий — Сталин (роль вырезана в 1963 г.)

## Съёмки
Режиссёр Леонид Луков хотел, чтобы роль Матросова сыграл молодой человек, который был похож на него. Ассистент режиссёра приехала в Щукинское училище и в вестибюле её внимание привлёк студент Анатолий Игнатьев, который за несколько минут снял пальто, поговорил со швейцаром и перекинулся несколькими словами с однокурсниками. После этого она пригласила его вместе с ней поехать на студию. Когда Игнатьев приехал, режиссёр сразу утвердил его.